# Светско првенство у фудбалу за жене 1999. − група Д
Ѓрупа Д Светсгог првенства у фудбалу за жене 1999' је играна у периоду од 19. до 26. јуна 1999. У групи су играли Аустралија, Кина, Гана и Шведска.

## Табела
| Pos | Тим        | О | П | Н | И | ГД | ГП | ГР  | Бод. | Qualification                   |
| --- | ---------- | - | - | - | - | -- | -- | --- | ---- | ------------------------------- |
| 1   | Кина       | 3 | 3 | 0 | 0 | 12 | 2  | +10 | 9    | Квалификовала се за нокаут фазу |
| 2   | Шведска    | 3 | 2 | 0 | 1 | 6  | 3  | +3  | 6    | Квалификовала се за нокаут фазу |
| 3   | Аустралија | 3 | 0 | 1 | 2 | 3  | 7  | −4  | 1    |                                 |
| 4   | Гана       | 3 | 0 | 1 | 2 | 1  | 10 | −9  | 1    |                                 |

### Кина и Шведска
| Кина                          | (2 : 1)  | Шведска              |
| ----------------------------- | -------- | -------------------- |
| - Ђин Јен 17’ - Љу Ајлинг 69’ | Извештај | - Кристи Бенгтсон 2’ |

### Аустралија и Гана
| Аустралија      | (1 : 1)  | Гана              |
| --------------- | -------- | ----------------- |
| - Џули Мари 74’ | Извештај | - Нана Гимфах 76’ |

### Аустралија и Шведска
| Аустралија      | (1 : 3)  | Шведска                                      |
| --------------- | -------- | -------------------------------------------- |
| - Џули Мари 32’ | Извештај | - Јане Тернквист 8’ - Хана Љунгберг 21’, 69’ |

### Кина и Гана
| Кина                                                                              | (7 : 0)  | Гана |
| --------------------------------------------------------------------------------- | -------- | ---- |
| - Суен Вен 9’, 21’, 54’ - Ђин Јен 16’ - Џанг Оујинг 82’, 90+1’ - Џао Лихинг 90+2’ | Извештај |      |

### Кина и Аустралија
| Кина                              | (3 : 1)  | Аустралија           |
| --------------------------------- | -------- | -------------------- |
| - Суен Вен 39’, 51’ - Љу Јинг 73’ | Извештај | - Черил Салсбери 66’ |

### Гана и Шведска
| Гана | (0 : 2)  | Шведска                             |
| ---- | -------- | ----------------------------------- |
|      | Извештај | - Викторија Сандел Свенсон 58’, 86’ |